# Lęk
Lęk (łac. anxietas) – nieprzyjemny stan emocjonalny związany z przewidywaniem nadchodzącego z zewnątrz lub pochodzącego z wewnątrz organizmu niebezpieczeństwa, objawiający się jako niepokój, uczucie napięcia, skrępowania, zagrożenia. W odróżnieniu od strachu jest on procesem wewnętrznym, niezwiązanym z bezpośrednim zagrożeniem lub bólem.
Lęk staje się patologiczny, gdy stale dominuje w zachowaniu, gdy nie pozwala na swobodę, a w konsekwencji prowadzi do zaburzeń. Reakcje lękowe tracą swoją przystosowawczą funkcję i są nieadekwatne do bodźców, a niepokój wywołują sytuacje niemające znamion zagrożenia. 
Lęk staje się często punktem krystalizacyjnym dla innych objawów, przybiera postać:
- nieokreślonego niepokoju,
- napadów lękowych,
- zlokalizowaną - dotyczącą określonej części ciała lub sytuacji[4].

Od lęku odróżnia się strach wywołany konkretnym zagrożeniem. 
|                                 |                                 |                                         | LĘK                                     |                                   |                                   |                                          |                                      |                 |                 |
|                                 |                                 |                                         |                                         |                                   |                                   |                                          |                                      |                 |                 |
|                                 |                                 |                                         |                                         |                                   |                                   |                                          |                                      |                 |                 |
|                                 | odczuwany                       | odczuwany                               |                                         |                                   | domniemany                        | domniemany                               |                                      |                 |                 |
|                                 |                                 |                                         |                                         |                                   |                                   |                                          |                                      |                 |                 |
|                                 |                                 |                                         |                                         |                                   |                                   |                                          |                                      |                 |                 |
| zaburzenia związane ze strachem | zaburzenia związane ze strachem | zaburzenia związane z lękiem            | zaburzenia związane z lękiem            | zaburzenia obsesyjno- kompulsyjne | zaburzenia obsesyjno- kompulsyjne | zaburzenia somatoformiczne               | zaburzenia somatoformiczne           |                 |                 |
|                                 |                                 |                                         |                                         |                                   |                                   |                                          |                                      |                 |                 |
| fobia, PTSD                     | fobia, PTSD                     | zespół paniki, zespół lęku uogólnionego | zespół paniki, zespół lęku uogólnionego |                                   |                                   | zaburzenia dysocjacyjne, konwersyjne     | zaburzenia dysocjacyjne, konwersyjne |                 |                 |
|                                 |                                 |                                         |                                         |                                   |                                   |                                          |                                      |                 |                 |
|                                 |                                 |                                         |                                         |                                   |                                   |                                          |                                      |                 |                 |
|                                 |                                 |                                         |                                         | amnezja psychogenna, fuga         | amnezja psychogenna, fuga         | zaburzenia somatyzacyjne                 | zaburzenia somatyzacyjne             | osobowość mnoga | osobowość mnoga |
|                                 |                                 |                                         |                                         |                                   |                                   |                                          |                                      |                 |                 |
|                                 |                                 |                                         |                                         |                                   |                                   | uporczywe bóle psychogenne, hipochondria |                                      |                 |                 |
|                                 |                                 |                                         |                                         |                                   |                                   |                                          |                                      |                 |                 |
|                                 |                                 |                                         |                                         |                                   |                                   | dysmorfofobia                            |                                      |                 |                 |

## Rodzaje lęku
- lęk odczuwany – wyczekiwanie na wydarzenia przykre, o których nie wiemy nic konkretnego
- lęk domniemany – stan emocjonalny powstający na podstawie wyobrażeń, a nie rzeczywistego zagrożenia
- lęk ukryty – przemieszczenie z przejawu w postać np. somatyczną
- lęk wolnopłynący – uczucie przenikającego nieokreślonego niepokoju
- lęk napadowy (paniczny) – ostry napad lęku z poczuciem przerażenia (obawa przed śmiercią lub zwariowaniem) oraz z silnymi objawami wegetatywnymi
- agitacja – silny lęk z towarzyszącym niepokojem ruchowym
- lęk fobiczny (sytuacyjny) – obawa przed określoną sytuacją, która doprowadza do jej unikania
- lęk antycypacyjny – lęk przed lękiem np. lękowe oczekiwanie na napad lęku

## Komponenty somatyczne lęku
Lękowi towarzyszą najczęściej objawy somatyczne, takie jak:
- pocenie się
- drżenie
  - drżenie dłoni
- tężenie mięśni
- objawy napięciowe ze strony obręczy barkowej, kręgosłupa etc.
- świąd skóry
- bóle brzucha
- zawroty głowy
- mrowienie
- ból serca
  - kołatanie serca
- zakłócenia oddychania[6]
- biegunka
- moczenie się
- omdlenia
- łzawienie oczu

## Teoria lęku
Jest to teoria historyczna, na której nie opiera się współczesna diagnoza zaburzeń psychicznych, natomiast może ona być pomocna w terapii.
Według psychoanalizy lęk, będący jednym z popędów, pojawia się gdy napięcia id nie są rozładowywane, ego zaczyna wypełniać się lękiem. Funkcja lęku to ostrzeganie ego przed niebezpieczeństwem.
- lęk realistyczny - obawa przed rzeczywistymi zagrożeniami w świecie zewnętrznym, nasilenie tego lęku jest proporcjonalne do nasilenia strachu; z lęku realistycznego wywodzą się pozostałe rodzaje lęku;
- lęk moralny – lęk przed superego, czyli własnym sumieniem; poczucie winy, wstyd;
- lęk neurotyczny[8] – to obawa, że popędy wymkną się spod kontroli i zrobi się coś, za co poniesie się karę, jest irracjonalny bo nie wiąże się z realnym zagrożeniem i nieproporcjonalny, ale ma podstawę w rzeczywistości, ponieważ świat (reprezentowany przez rodziców) karze za działanie impulsywne; ego radzi sobie z nim za pomocą mechanizmów obronnych;
  - lęk anankastyczny – związany z poczuciem przymusu wykonywania czynności, pod wewnętrzną groźbą kary za ich niewykonanie;
  - fobie;
  - lęk paranoidalny;
  - Zaburzenia lękowe – stopniowo pojawiają się lęki wewnętrzne albo bardzo silny lęk traumatyczny, z którym organizm nie może sobie poradzić;
- lęk traumatyczny – silny lęk związany z wewnętrznym napięciem id, którego mechanizmy obronne nie są w stanie wyprzeć, wyleczyć ten lęk można poprzez przerzucenie go w objaw i uświadomienie;
- psychozy – nerwice nie w pełni zaleczone, poprzez przepełnienie ego lękiem, mogą stanowić pierwszą fazą psychoz.

Sigmund Freud uważał leczenie objawów lęków neurotycznych za bezcelowe, ponieważ w miejsce wyleczonych pojawią się inne. Negował także skuteczność leczenia samych tylko objawów za pomocą psychofarmakoterapii lub perswazji.

## Lęk a modlitwa
Badania wykazały, że rytuały religijne (w jednym z nich badano wpływ odmawiania różańca) mogą działać korzystnie na osoby wierzące przy stosowaniu ich jako jednego z elementów terapii depresji i lęku lub samego lęku.